# Санта-Мария-делла-Санита
Санта-Мария-делла-Санита́ (итал. Santa Maria della Sanità) — церковь (базилика) в Неаполе. Расположена к северу от исторического центра на Via Sanità, неподалеку от улицы Santa Teresa della Scalzi. В Санта-Мария-делла-Санита́ почитают святого Викентия Феррера (Vincenzo Ferrer), или просто O’Monacone (великий монах). По его имени неаполитанцы называют храм также «Сан-Винченцо», или «Сан-Винченцо-делла-Санита́».
Непосредственным поводом к постройке церкви было обретение в XVI в. на этом месте иконы Богоматери с младенцем VI в. (отсюда нынешнее название храма). Здание было возведено в 1602-13 гг. при доминиканском монастыре (основан в 1577, ныне упразднён), по проекту архитектора Джузеппе Нуволо. Изначально в церкви практиковался культ местного святого Гаудиоза, над могилой которого церковь была непосредственно возведена. Вход в Катакомбы Сан-Гаудиозо (в наши дни — более популярные у туристов, чем сама церковь) находится прямо под её алтарем.
Интерьер церкви декорирован известными итальянскими художниками позднего Ренессанса и барокко, среди которых Джованни Бальдуччи (автор картины «Покаяние Джезуальдо»), Лука Джордано, Андреа Ваккаро, Пачекко де Роза, Франческо Солимена, Гаспаре Траверси и другие.